# 풀무치
풀무치(학명: Locusta migratoria)는 메뚜기과에 속하는 곤충이다. 풀무치속의 유일종이며, 황충(蝗蟲) 또는 누리라고도 불렸다. '이동메뚜기'라고도 하며, 북한의 생물명은 '이주메뚜기'다.
몸길이 48~65mm이지만 가끔 7cm인 개체도 있고, 앞가슴의 중앙 세로융기선은 뚜렷하지 않고 중앙에서 뚜렷하게 세로홈으로 절단되었다. 앞가슴은 어깨에서 뚜렷이 모가 났고 뒤쪽으로 심하게 퍼졌다. 앞날개는 가늘고 길며 연한 빛깔이고 불규칙한 무늬를 이루고 있다.
성충은 7~10월 무렵 햇볕이 비치는 물가의 풀밭에서 많이 발견된다. 성충과 유충 모두 벼과 식물을 좋아한다. 짝짓기를 끝낸 암컷은 배를 땅 속에 넣고 알을 낳는다.
풀무치는 무리를 지어 이동하는 습성이 있으며, 초록색이나 갈색을 띄는 독거상(獨居狀 Solitary phase)과 흑갈색, 검은색을 띄며 날개가 발달하는 군거상(群居狀 Gregarious phase)으로 나뉜다. 군거상의 풀무치는 사막메뚜기(Schistocerca gregaria)와 함께 가장 큰 농작물 피해를 주는 메뚜기과 곤충이다. 풀무치는 바람을 타고 시속 20 km 속도로 날아다닐 수 있으며 하루에 100 km 이상을 이동할 수 있다. 평방 킬로미터 당 5000만여 마리의 밀도로 크게는 수백 평방 킬로미터 규모의 무리가 생기는 경우도 있다. 그러나 최근에는 농약이나 살충제의 사용으로 발생 수가 감소하고 있다. 2014년 8월 31일에는 전남 해남군 산이면에서 풀무치 유충이 대발생하여 20ha에 달하는 피해를 입혔으나, 풀무치 떼는 2일만에 친환경적 협력 방제를 하였다. 풀무치는 서울시 보호 야생 생물 대상종이다. 천적으로는 사마귀, 때까치, 개구리 등의 곤충을 먹는 동물들이 있다.

## 사진

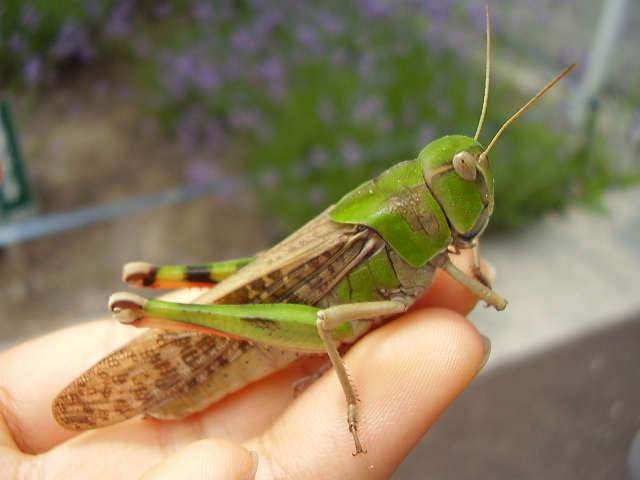
녹색형 풀무치(독거상. 일본)
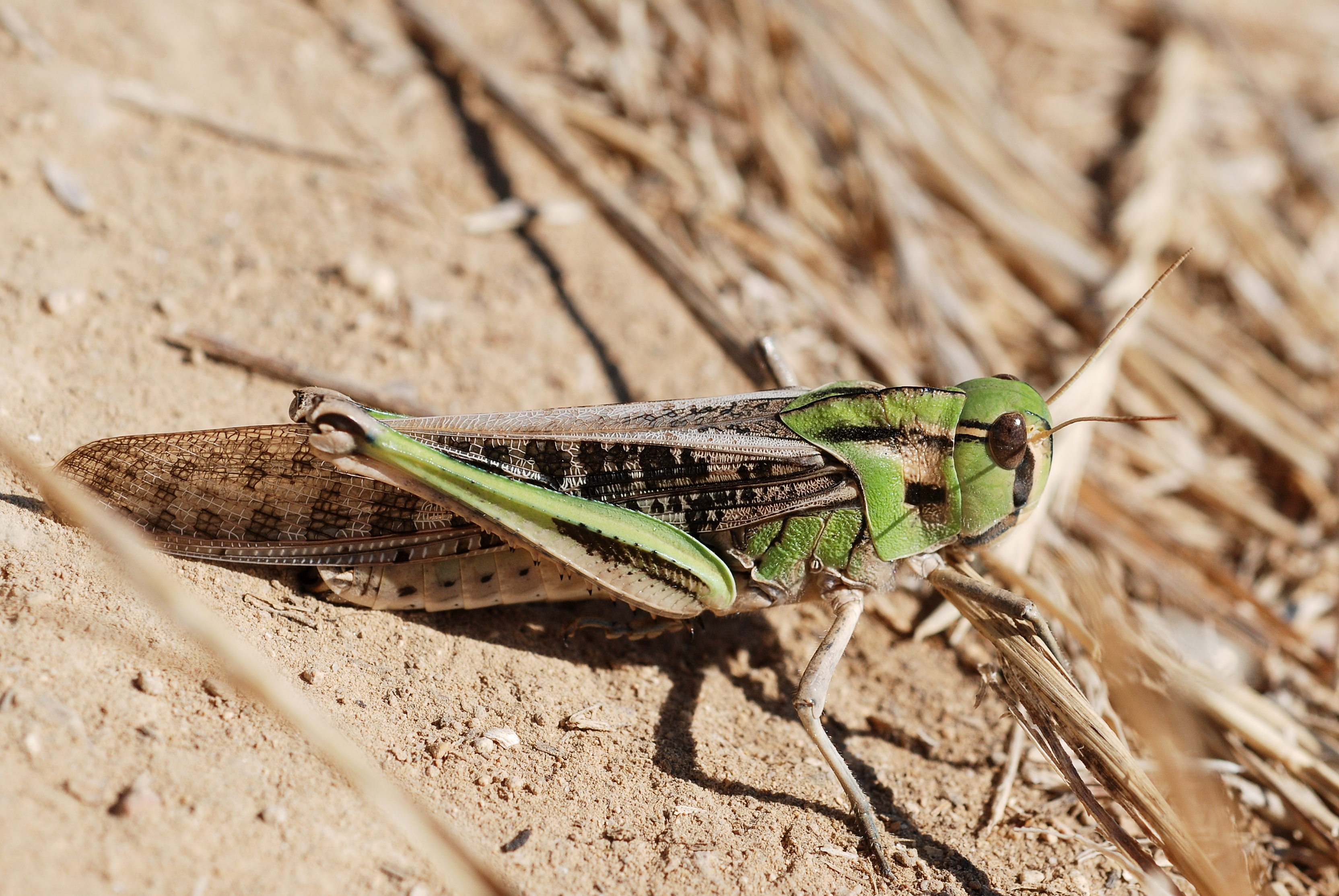
녹색형 풀무치(독거상. 벨기에)
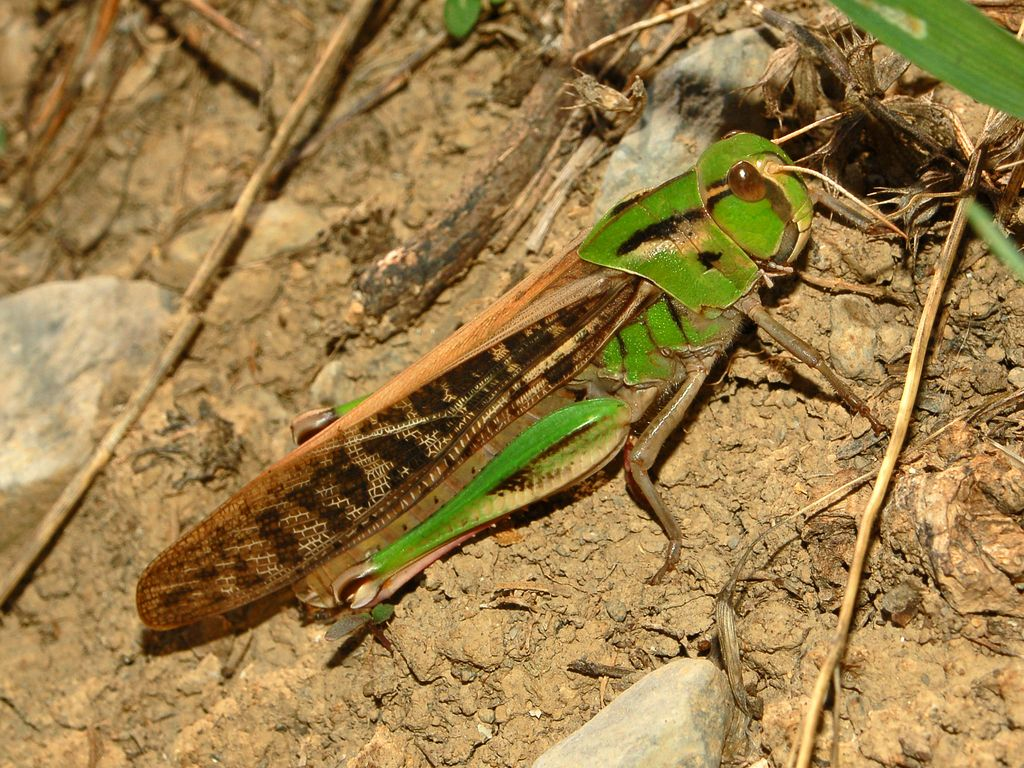
녹색형 풀무치(Locusta migratoria cinerascens 독거상. 이탈리아)
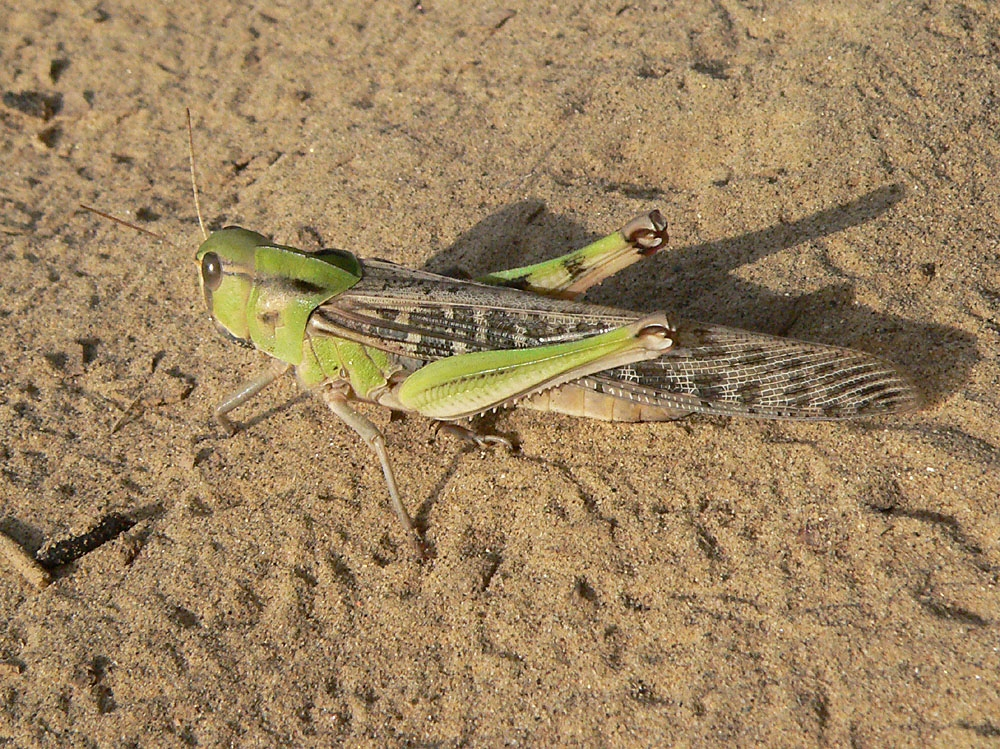
녹색형 풀무치(Locusta migratoria migratorioides 독거상. 수단)
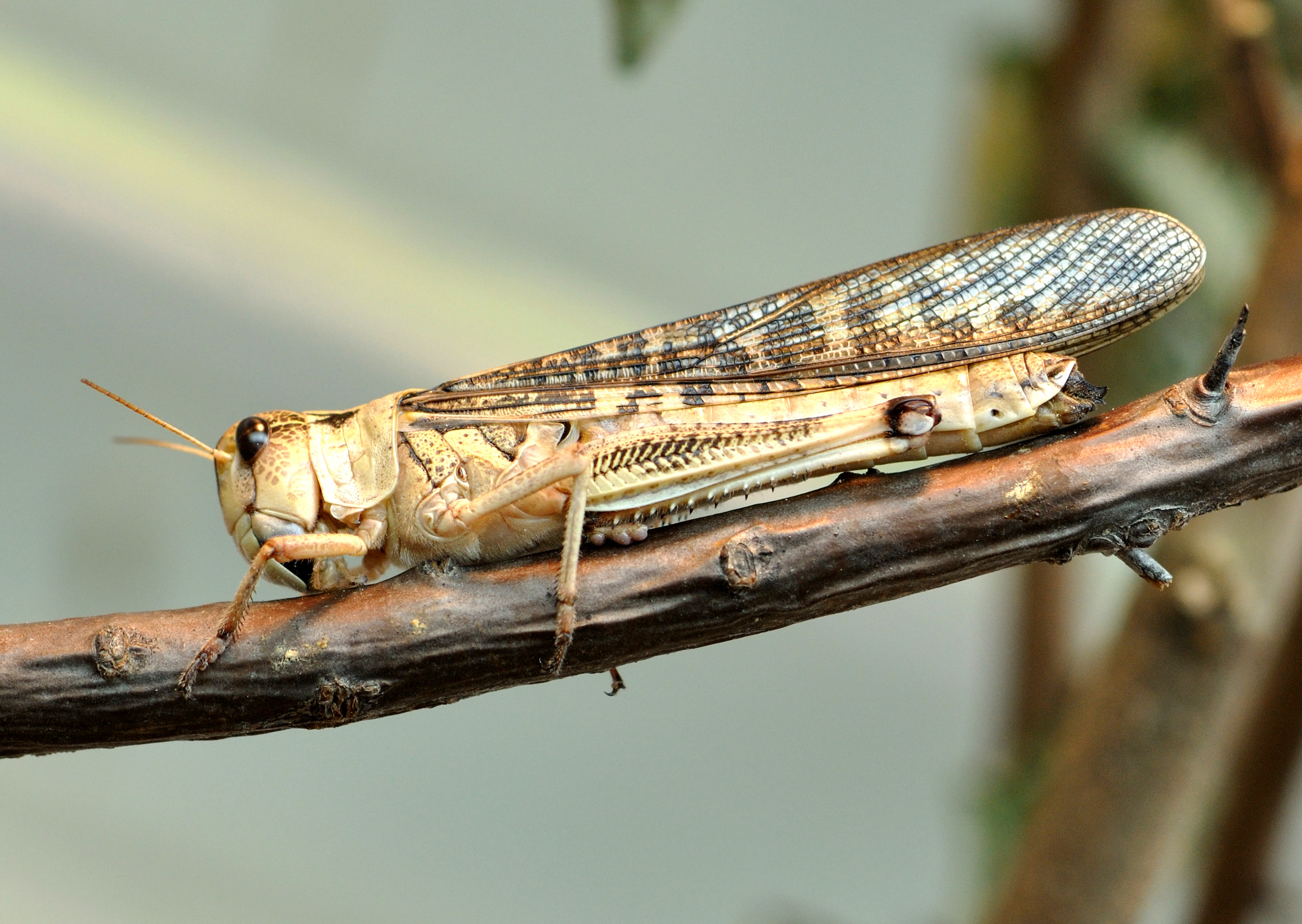
풀무치(군거상) 무리를 이룰 때 모습이 변한다.
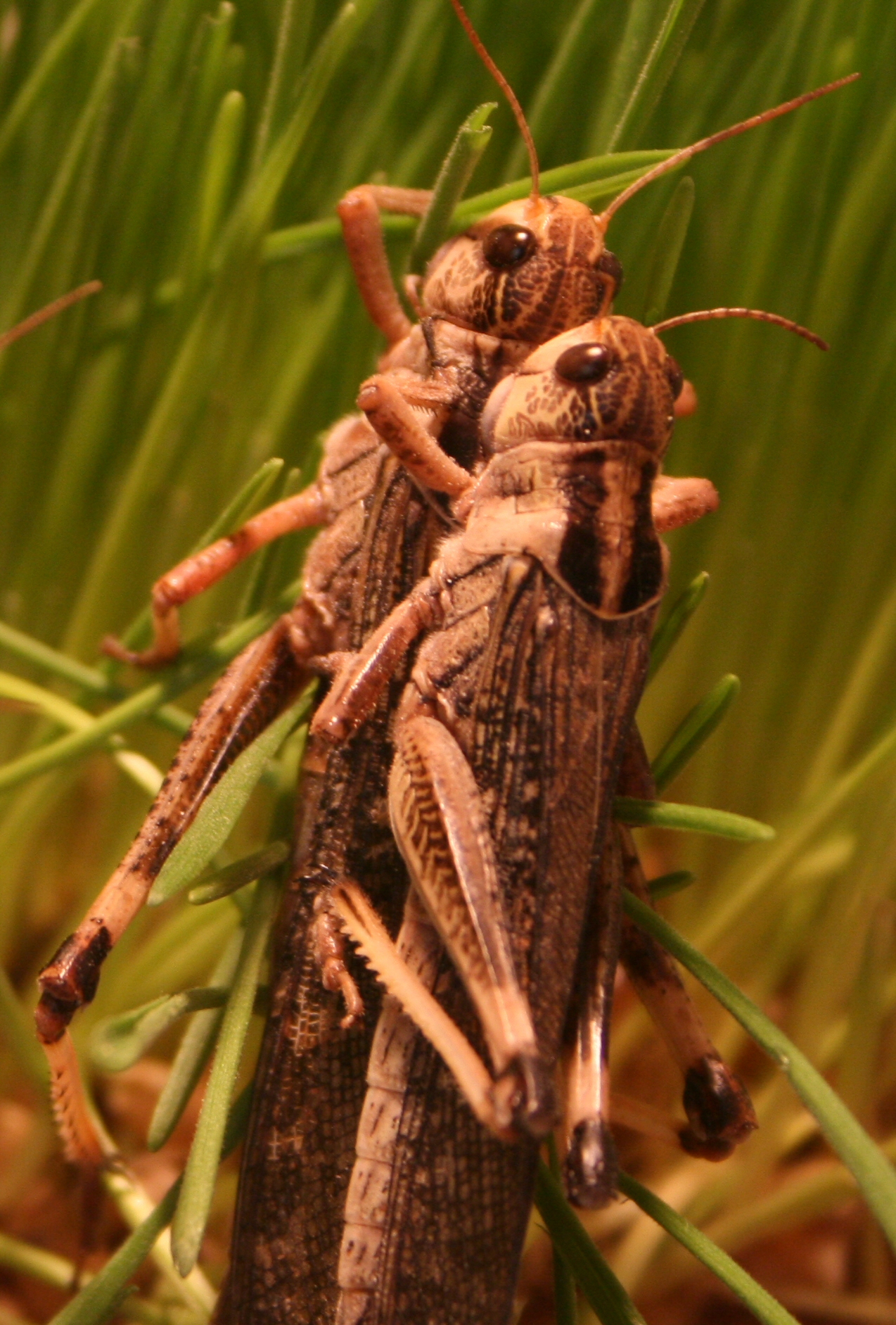
풀무치 교미(군거상)
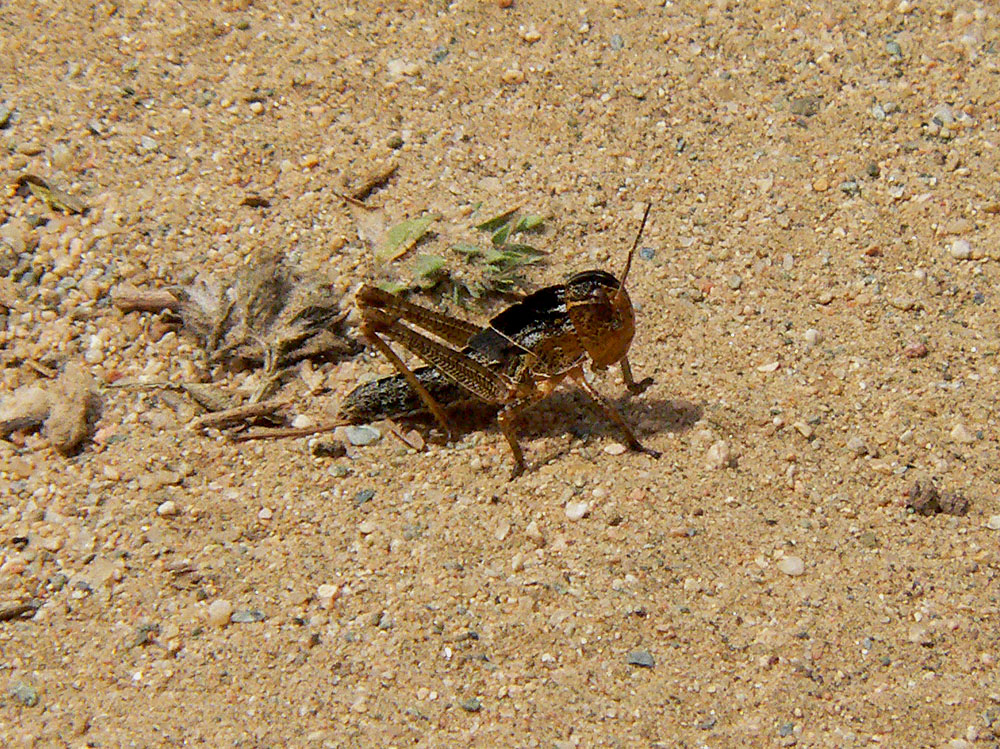
군거상 풀무치 4령 애벌레
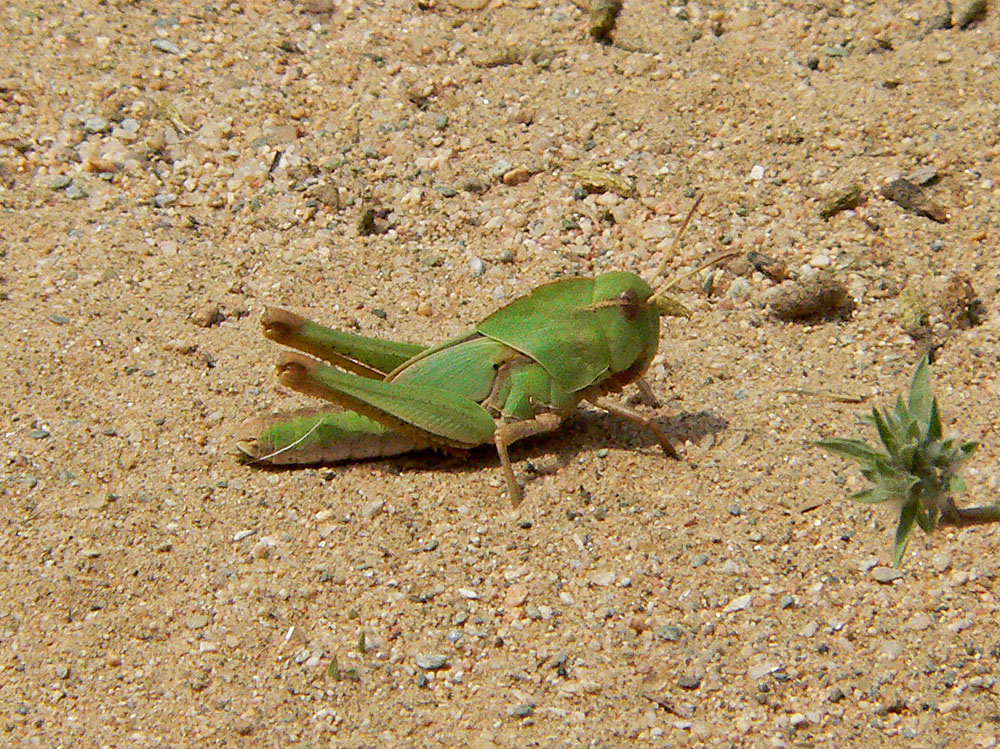
독거상 풀무치 5령 애벌레(녹색형)
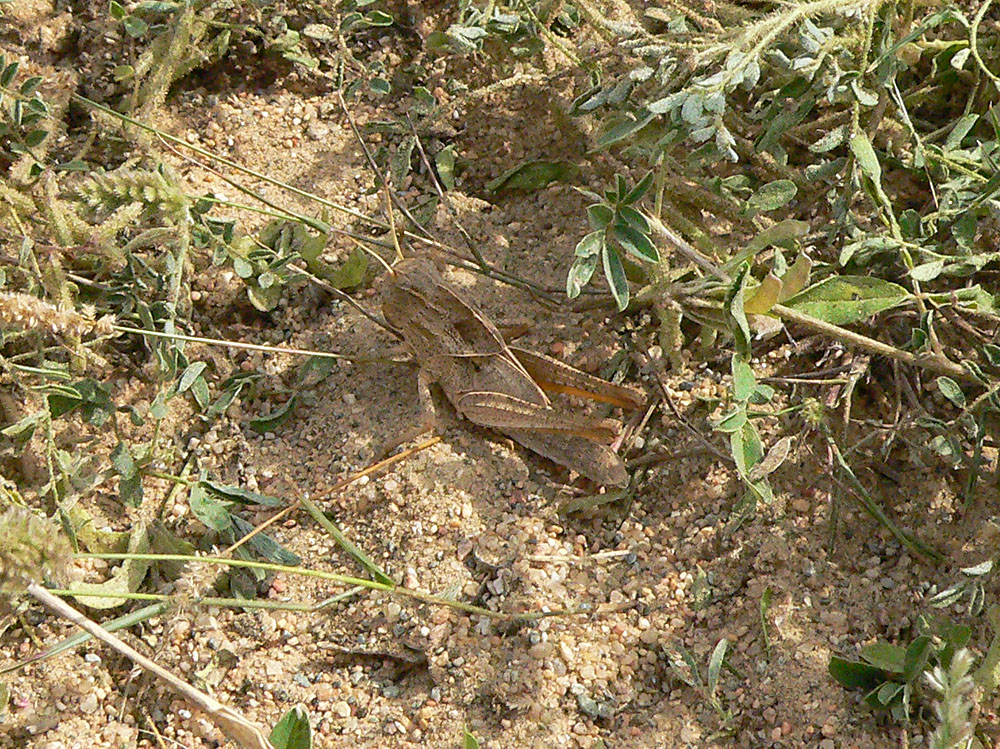
독거상 풀무치 5령 애벌레(갈색형)
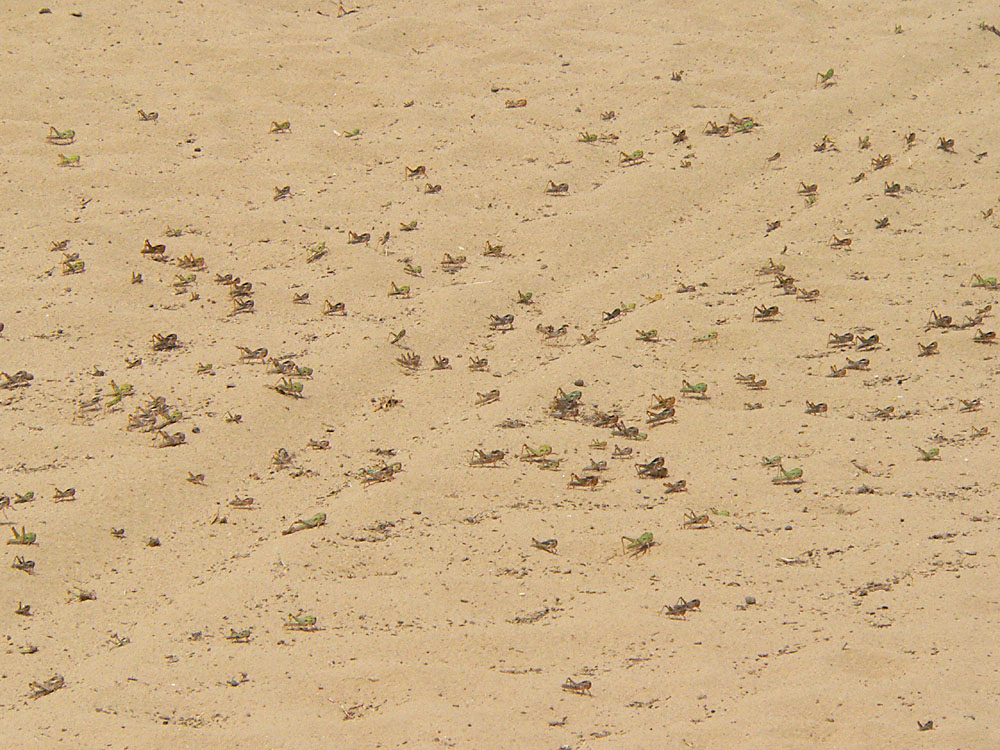
풀무치 애벌레의 무리짓기. 수단

## 참고 자료
- 이 문서에는 다음커뮤니케이션(현 카카오)에서 GFDL 또는 CC-SA 라이선스로 배포한 글로벌 세계대백과사전의 내용을 기초로 작성된 글이 포함되어 있습니다.